# Кунбар, Шехаб
Шеха́б Кунба́р (араб. شهاب قنبر‎; род. 10 августа 1997, Jabel Mukaber, Западный берег реки Иордан) — палестинский футболист, нападающий «Джабаль Аль-Мукабер» и сборной Палестины.

## Игровая карьера

### Клубная карьера
С 2014 года Кунбар играет на родине за «Джабаль Аль-Мукабер».
В июле 2022 года был арендован клубом из Иордании «Аль-Вихдат». В составе этой команды Кунбар выиграл Кубок Иордании 2022 года и был возвращён из аренды в палестинский клуб.

### Карьера в сборной
В январе 2024 года вошёл в состав сборной Палестины на Кубок Азии 2023 года. На турнире палестинцы вышли в 1/8 финала и проиграли со счётом 2:1 будущим чемпионам турнира сборной Катара. На этом турнире Кунбар сыграл во всех матчах своей сборной.
21 марта 2024 года в матче второго раунда квалификации на чемпионат мира по футболу 2026 года против Бангладеш (5:0) забил первые голы за сборную, оформив в этом матче дубль.

## Достижения
«Аль-Вихдат»
- Обладатель Кубка Иордании (1): 2022